# Kecskerágófélék
A kecskerágófélék (Celastraceae) a valódi kétszikűek egyik családja. A családhoz tartozó kb. 100 nemzetség és 1200-1300 faj többsége a trópusokon él. Egyes fajok faanyagot szolgáltatnak, másokat kertekben, parkokban dísznövényként ültetik. Magyarországon két faj (közönséges és bibircses kecskerágó) képviseli.

## Megjelenésük, felépítésük
A család tagjainak külseje változatos: a kecskerágóformák (Celastroideae) és Hippocrateoideae alcsaládok fajai fás szárú bokrok, fák vagy kúszónövények; a Parnassioideae és Stackhousioideae alcsaládok tagjai lágy szárú évelők. Lehetnek örökzöldek vagy lombhullatók. Több faj latexet termel, a kérgükben pedig terpénszármazékok halmozódhatnak fel. Egyszerű leveleik átellenesen vagy váltakozóan helyezkednek el, élük sok esetben fűrészes. Virágaik egy- vagy kétivarúak, öt- vagy négyágúan sugarasan szimmetrikusak, sok esetben egyes részei visszafejlődtek vagy számuk lecsökkent. Termésük nagyon változatos lehet, vannak fajok tokterméssel, szárnyas terméssel, bogyóval vagy csonthéjas terméssel. A magyarországi fajok termésén húsos magköpeny (arillus) figyelhető meg).

## Taxonómia
A család a különböző szerzőknél más-más neveket kapott, egyes szinonimái: Canotiaceae, Chingithamnaceae, Euonymaceae, Goupiaceae, Lophopyxidaceae vagy Siphonodontaceae.

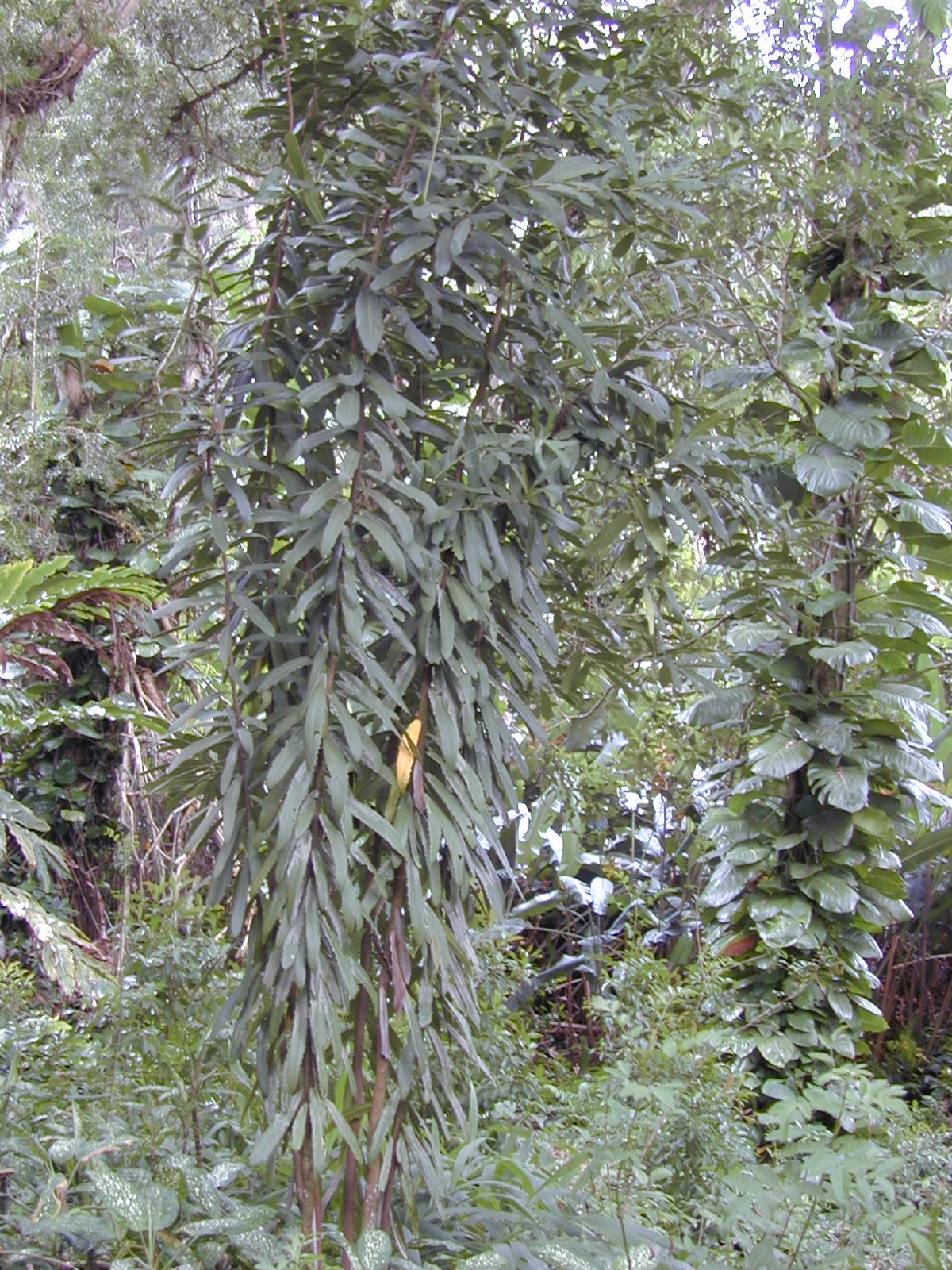
Celastroideae: Brexia madagascariensis

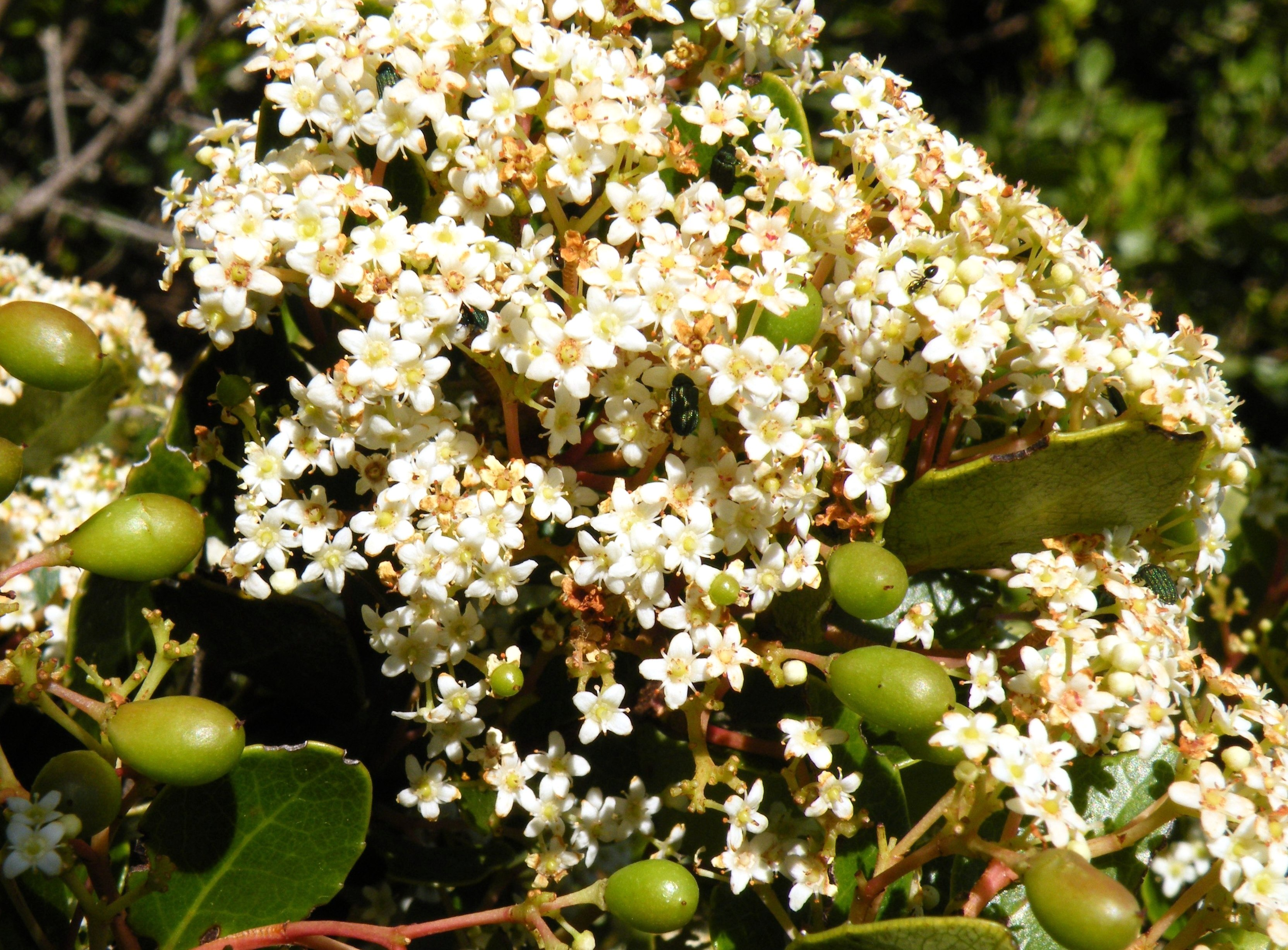
Celastroideae: Cassine peragua

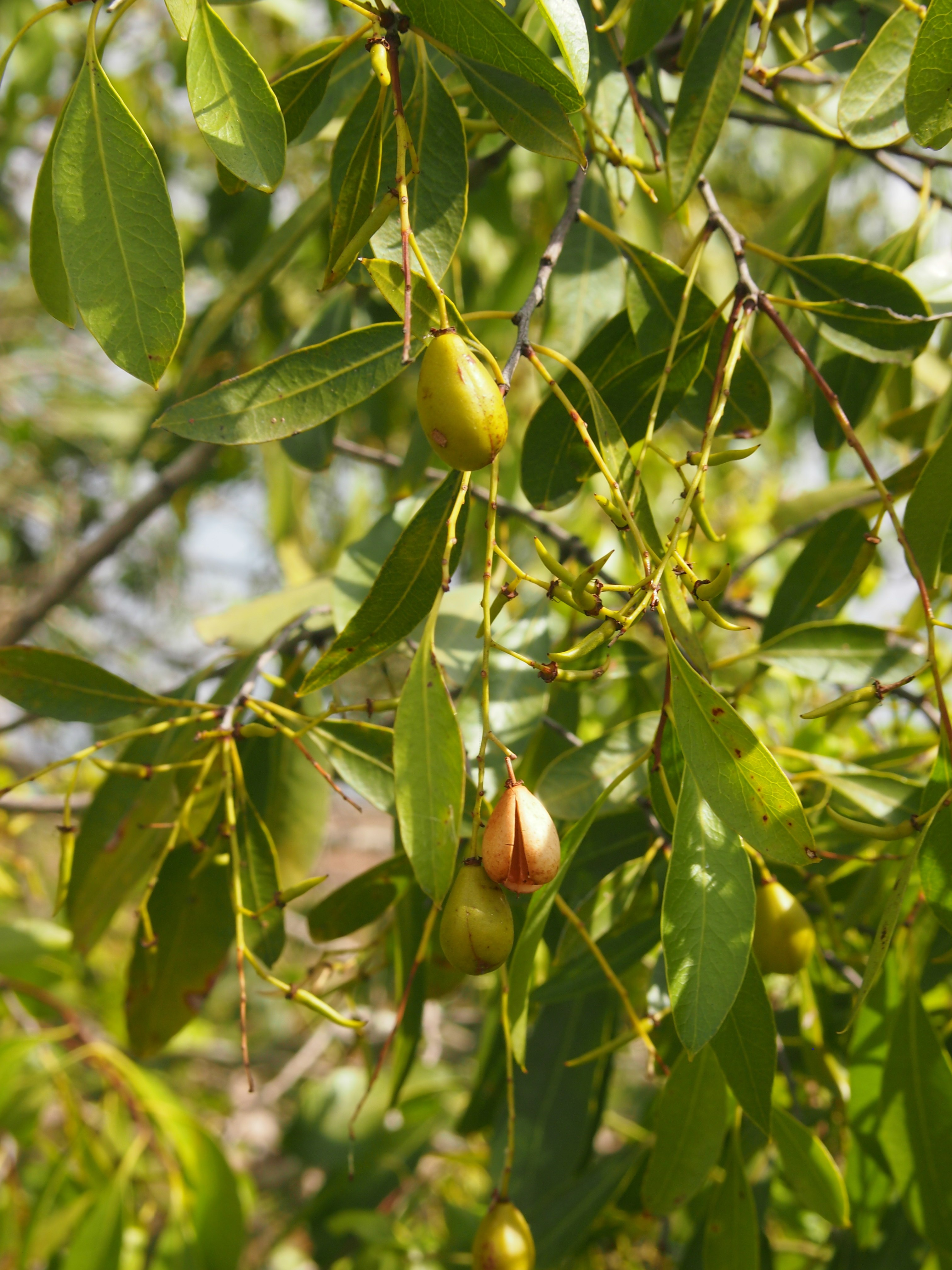
Celastroideae: Denhamia oleaster

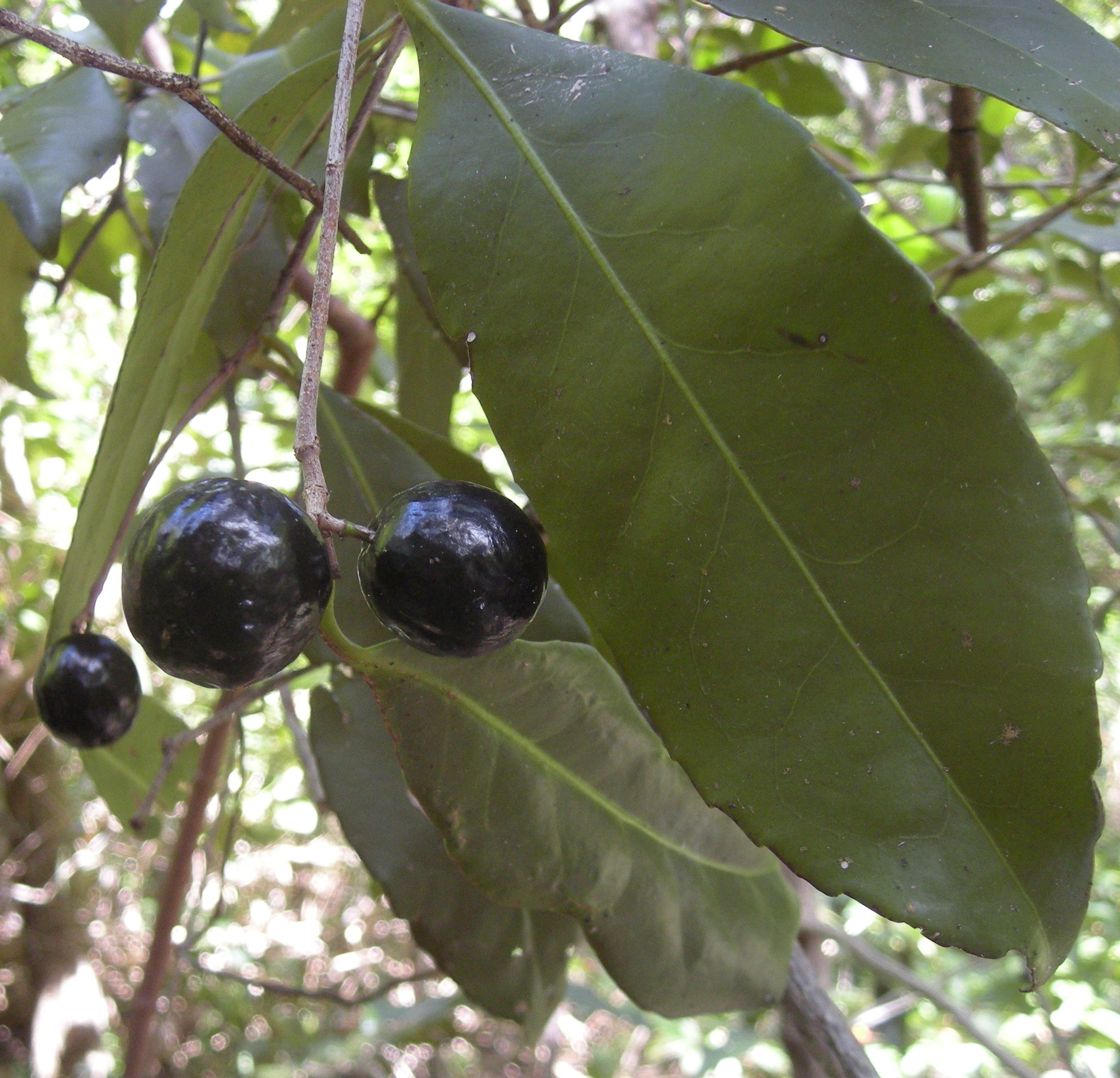
Celastroideae: Elaeodendron melanocarpum

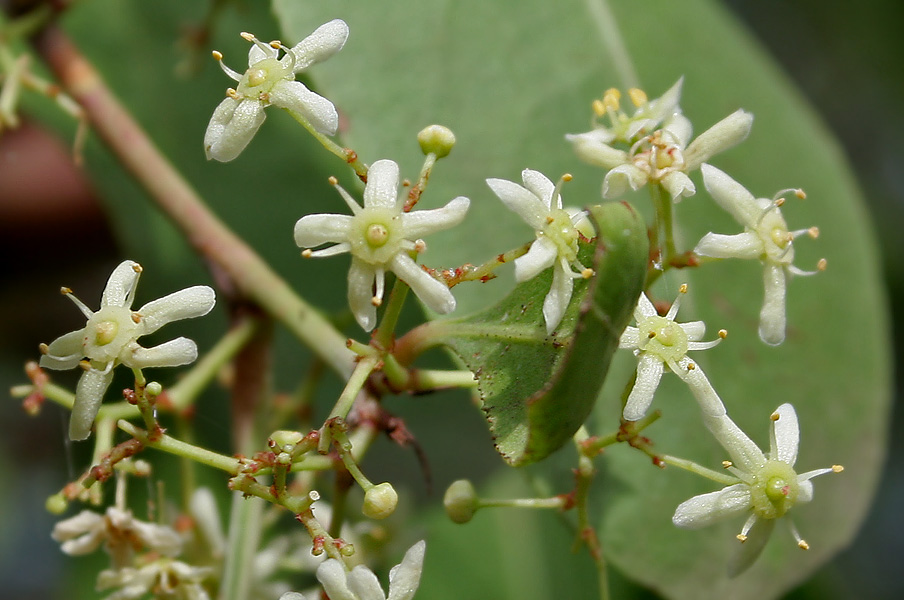
Celastroideae: Gymnosporia montana

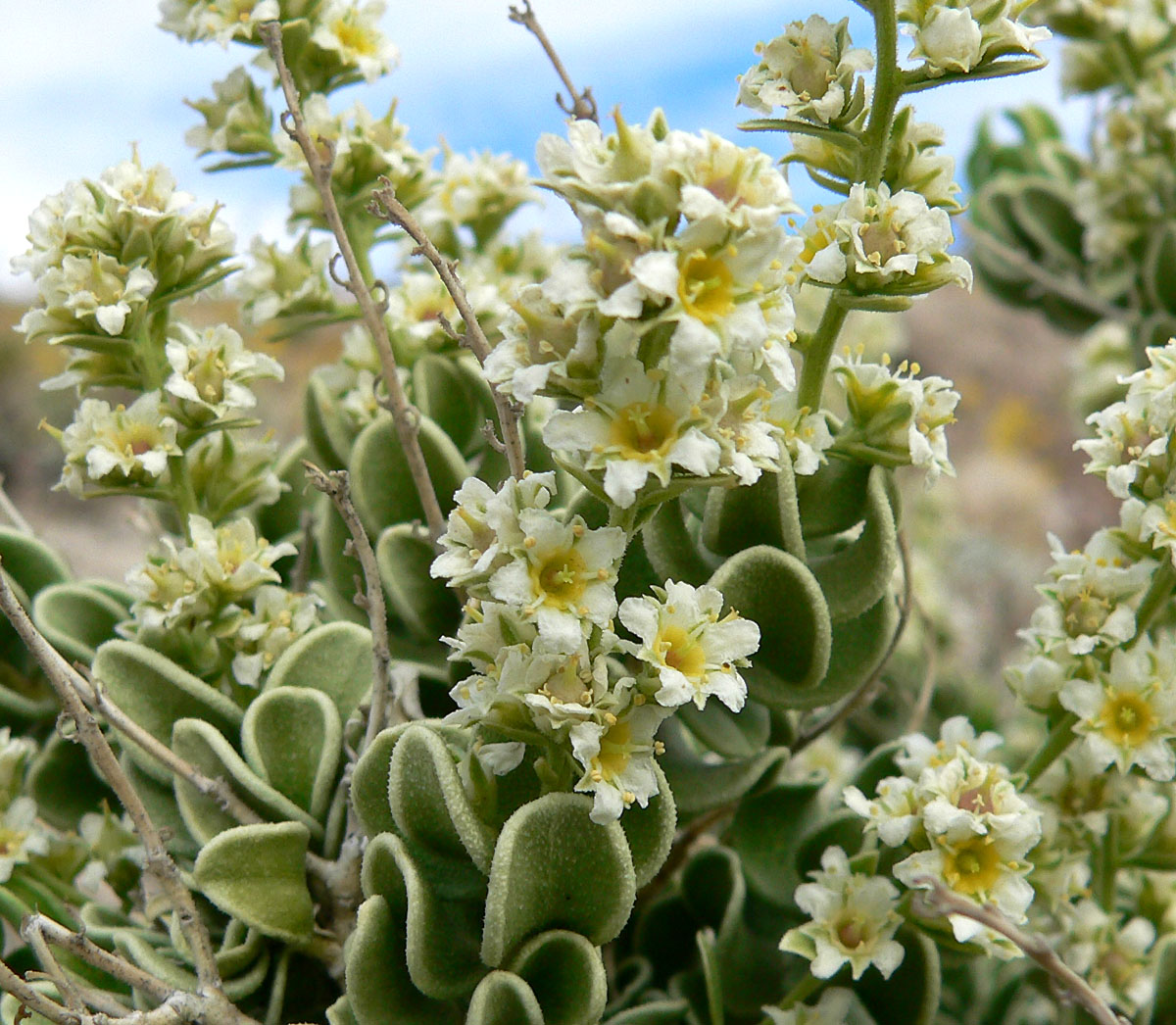
Celastroideae: Mortonia utahensis

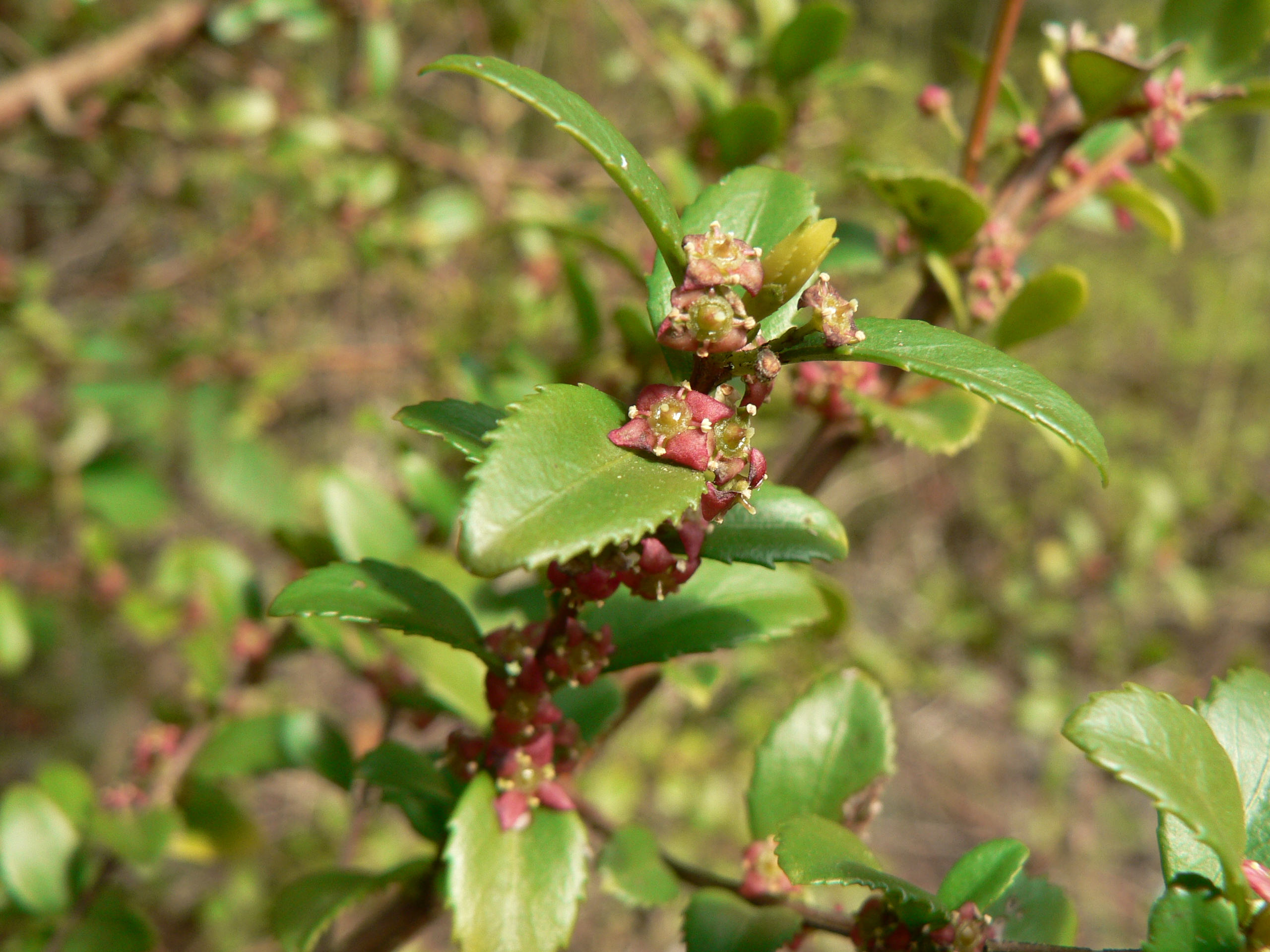
Celastroideae: Paxistima myrsinites

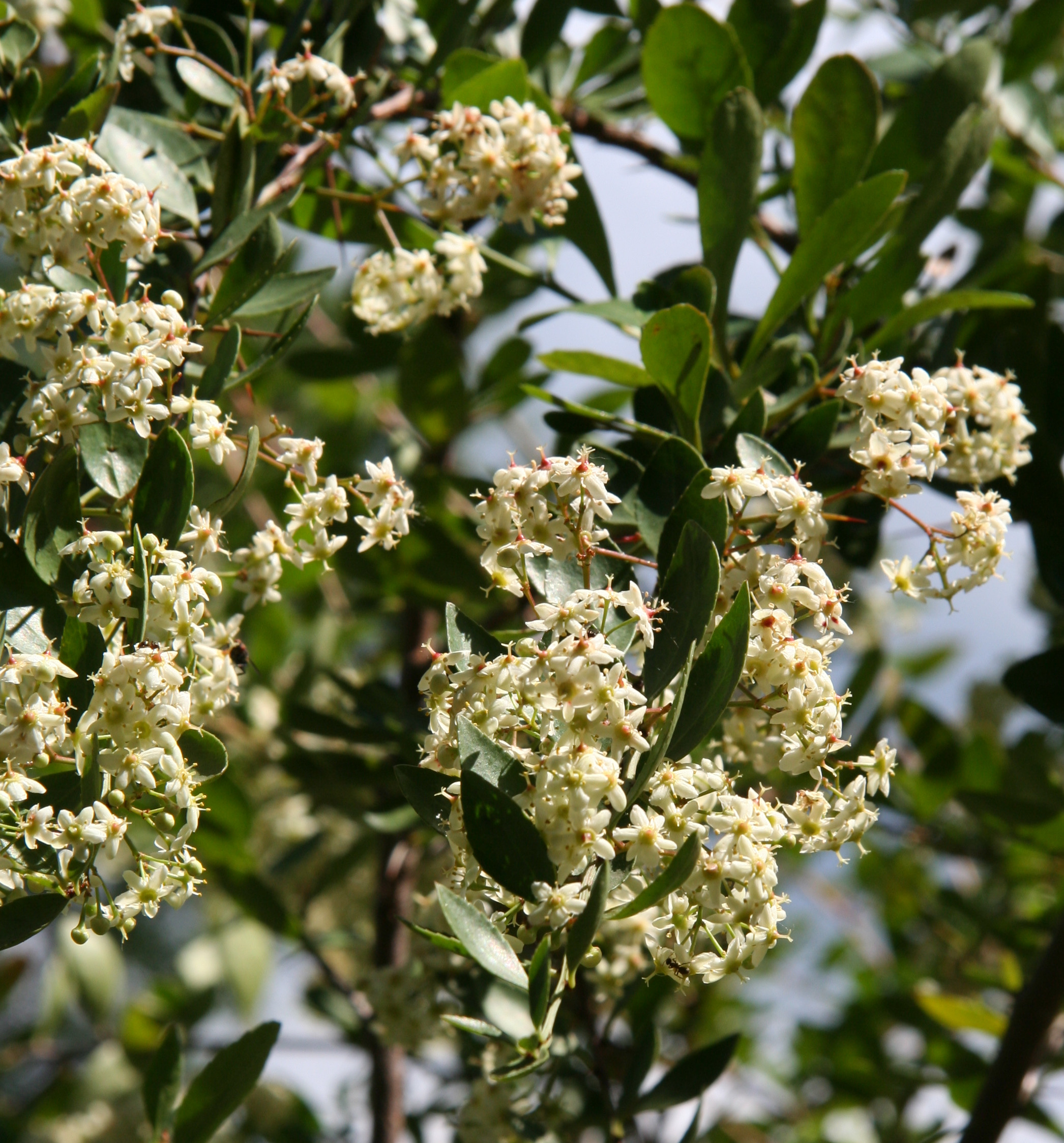
Celastroideae: Putterlickia pyracantha

A családba kb. 100 nemzetség és 1200–1300 faját soorolják:
- kecskerágóformák alcsaládja (Celastroideae): 66 nemzetség:
  - Acanthothamnus egyetlen mexikói faj képviseli, az Acanthothamnus aphyllus
  - Allocassine egyetlen faj, az Allocassine laurifolia, Dél-Afrika
  - Apatophyllum öt ausztráliai faj.[2]
  - Brassiantha egy faj, Brassiantha pentamera, Új-Guinea
  - Brexia négy madagaszkári faj
  - Brexiella két madagaszkári faj
  - Canotia két észak-amerikai faj
  - Cassine három dél-afrikai faj[3]
  - Catha egy faj, a délnyugat-ázsiai és kelet-afrikai kat (Catha edulis)
  - fafojtó (Celastrus) kb. 30 trópusi és szubtrópusi faj[4]
  - Crossopetalum 40-50 faj
  - Denhamia hét ausztráliai faj
  - Dicarpellum négy faj
  - Elaeodendron: 15-40 trópusi faj.[3]
  - Empleuridium egy dél-afrikai faj, Empleuridium juniperinum
  - Evonymopsis öt faj
  - kecskerágó (Euonymus) kb. 130 faj, az egész világon elterjedt, ide tartoznak a magyarországi kecskerágók[4]
  - Fraunhofera egy brazíliai faj, Fraunhofera multiflora
  - Gloveria egy dél-afrikai faj: Gloveria integrifolia
  - Glyptopetalum kb. 20 ázsiai szubtrópusi, trópusi faj.[4]
  - Goniodiscus egy brazíliai faj, Goniodiscus elaeospermus
  - Gyminda négy faj
  - Gymnosporia kb. 80 trópusi-szubtrópusi faj.[4]
  - Hartogiopsis egy madagaszkári faj, Hartogiopsis trilobocarpa
  - Hedraianthera Ausztrália
  - Hexaspora egy ausztráliai faj, Hexaspora pubescens
  - Hypsophila három ausztráliai faj
  - Kokoona nyolc ázsiai faj
  - Lauridia egy dél-afrikai faj, Lauridia tetragona
  - Lophopetalum 18 ázsiai faj
  - Lydenburgia két dél-afrikai faj
  - Maurocenia egy dél-afrikai faj, Maurocenia frangularia
  - Maytenus kb. 220 faj
  - Menepetalum hat új-kaledóniai faj
  - Microtropis kb. 60 trópusi-szubtrópusi faj.[4]
  - Monimopetalum egy kínai faj, Monimopetalum chinense
  - Mortonia öt észak-amerikai faj
  - Moya három dél-amerikai faj
  - Mystroxylon egy afrikai faj Mystroxylon aethiopicum
  - Orthosphenia egy mexikói faj Orthosphenia mexicana
  - Paxistima két észak-amerikai faj
  - Peripterygia egy új-kaledóniai faj Peripterygia marginata
  - Platypterocarpus egy tanzániai faj Platypterocarpus tanganyikensis
  - Plenckia négy dél-amerikai faj
  - Pleurostylia öt trópusi faj
  - Polycardia négy madagaszkári faj[5]
  - Psammomoya két ausztráliai faj.[6]
  - Pseudosalacia egy dél-afrikai faj Pseudosalacia streyi.
  - Ptelidium két madagaszkári faj[5]
  - Pterocelastrus négy dél-afrikai faj
  - Putterlickia négy dél-afrikai faj
  - Quetzalia 11 közép-amerikai faj
  - Robsonodendron két dél-afrikai faj
  - Rzedowskia egy mexikói faj, Rzedowskia tolantonguensis
  - Salaciopsis hat új-kaledóniai faj
  - Salvadoropsis egy madagaszkári faj Salvadoropsis arenicola[5]
  - Sarawakodendron egy indonéziai faj Sarawakodendron filamentosum
  - Schaefferia 23 amerikai faj
  - Siphonodon hét ázsiai-ausztráliai faj
  - Tetrasiphon egy jamaicai faj Tetrasiphon jamaicensis
  - Torralbasia egy karib-tengeri faj Torralbasia cuneifolia
  - Tricerma hét amerikai faj
  - Tripterygium egy dél-ázsiai faj, Tripterygium wilfordii[4]
  - Wimmeria 12 közép-amerikai faj
  - Xylonymus egy új-guineai faj Xylonymus versteghii
  - Zinowiewia 17 közép- és dél-amerikai faj

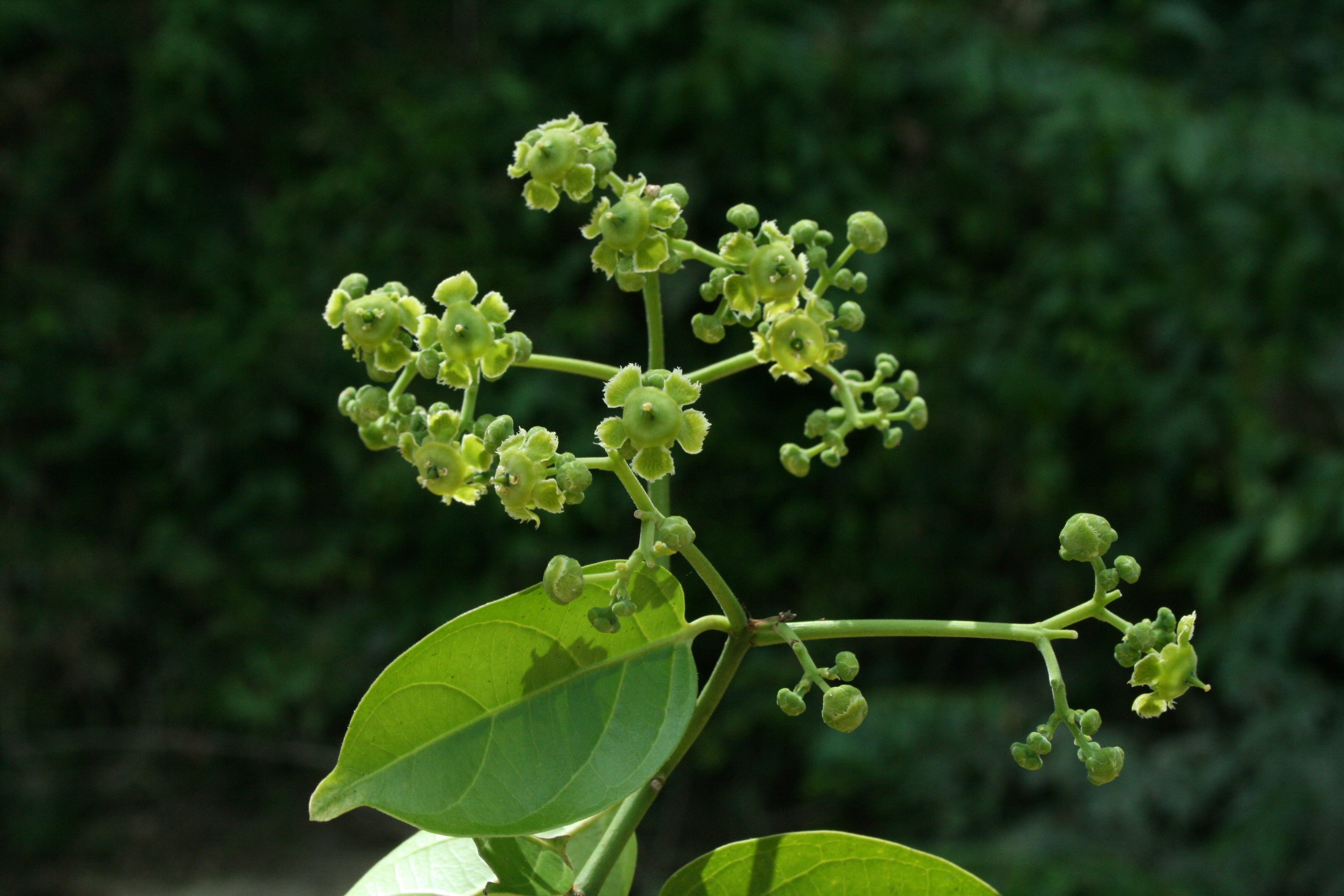
Hippocrateoideae: Prionostemma aspera

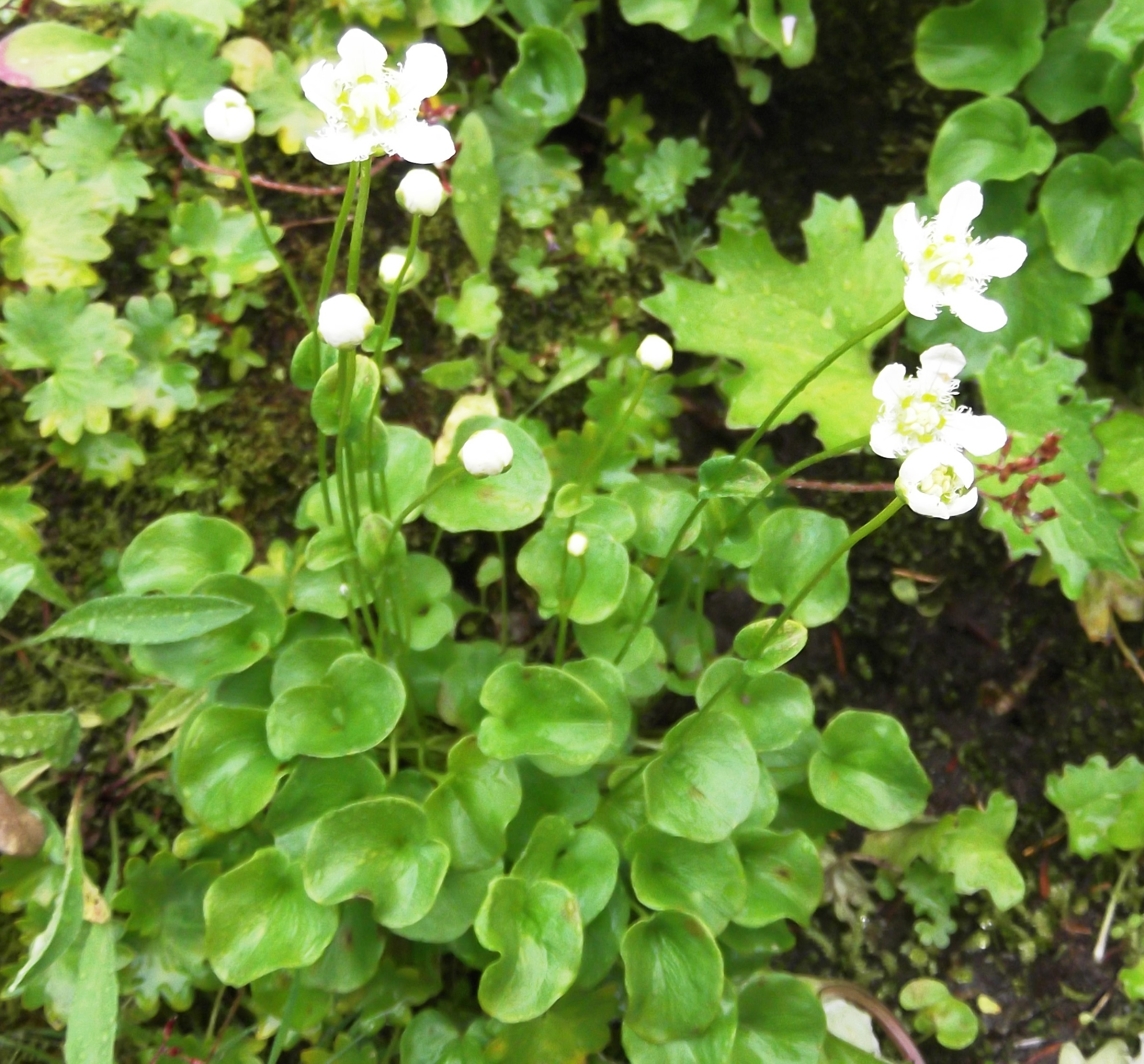
Parnassioideae: Parnassia fimbriata

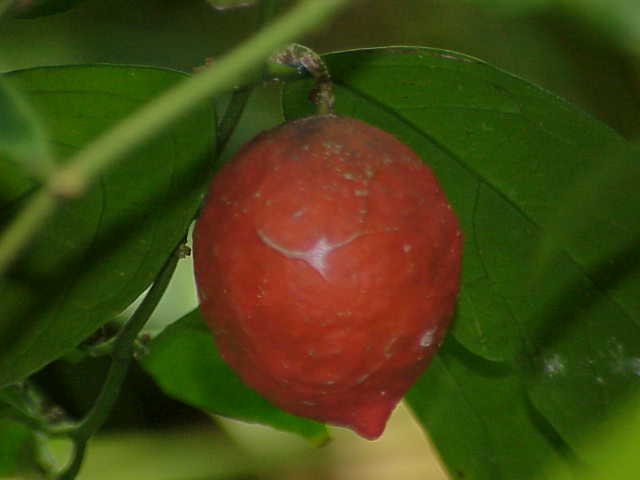
Salacioideae: Salacia aurantiaca

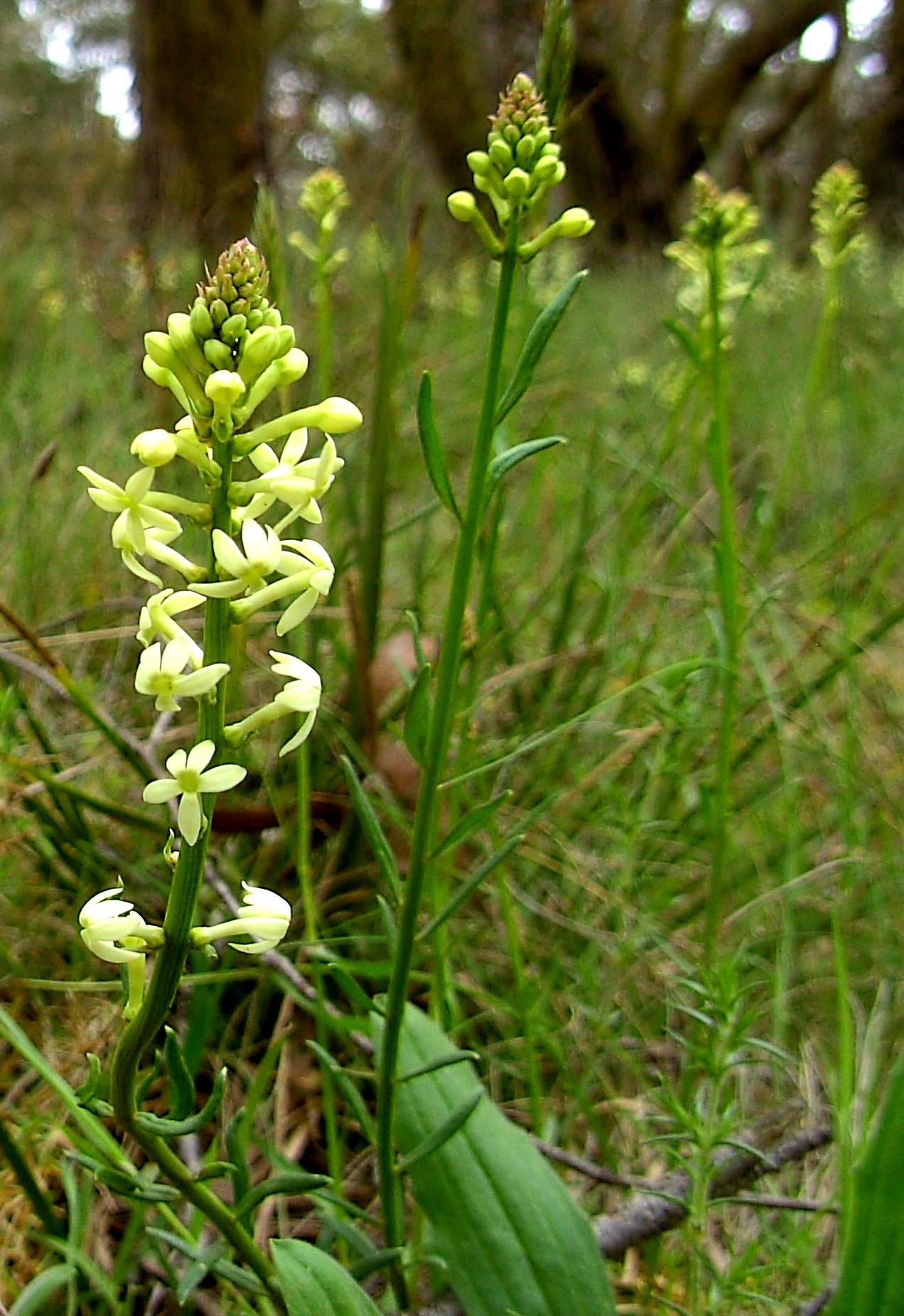
Stackhousioideae: Stackhousia monogyna

- Hippocrateoideae alcsalád: 18 nemzetség[7]
  - Anthodon négy dél-amerikai faj
  - Apodostigma egy afrikai faj Apodostigma pallens
  - Arnicratea három dél-ázsiai faj
  - Bequaertia egy nyugat-afrikai faj Bequaertia mucronata
  - Campylostemon nyolc afrikai faj
  - Cuervea öt amerikai és afrikai faj
  - Elachyptera hét amerikai és afrikai faj
  - Helictonema egy afrikai faj, Helictonema velutinum
  - Hippocratea 90-120 trópusi-szubtrópusi faj
  - Hylenaea három amerikai faj
  - Loeseneriella 20 afrikai-ázsiai trópusi faj
  - Prionostemma Amerika-Afrika-India
  - Pristimera kb. 30 trópusi faj[4]
  - Reissantia hét afrikai-ázsiai faj
  - Semialarium két amerikai faj
  - Simicratea egy afrikai faj, Simicratea welwitschii
  - Simirestis nyolc afrikai faj
  - Tristemonanthus két afrikai faj
- Parnassioideae alcsalád: 2 nemzetség, 51 faj
  - Parnassia 50 faj
  - Lepuropetalon egy amerikai faj, Lepuropetalon spathulatum
- Salacioideae alcsalád: 6 nemzetség, kb. 250 faj[8]
  - Cheiloclinium 13 amerikai faj
  - Peritassa 19 amerikai faj
  - Salacia kb. 200 faj
  - Salacighia két afrikai faj
  - Thyrsosalacia négy afrikai faj
  - Tontelea 17 amerikai faj
- Stackhousioideae alcsalád: 3 nemzetség, kb. 20 faj
  - Macgregoria egy ausztráliai faj, Macgregoria racemigera
  - Stackhousia 14-19 ausztráliai faj
  - Tripterococcus két ausztráliai faj
- alcsaládba nem besorolt:
  - Pottingeria egy dél-ázsiai faj, Pottingeria acuminata

## Fordítás
- Ez a szócikk részben vagy egészben  a   Spindelbaumgewächse című német Wikipédia-szócikk ezen változatának fordításán alapul.  Az eredeti cikk szerkesztőit annak laptörténete sorolja fel. Ez a jelzés csupán a megfogalmazás eredetét és a szerzői jogokat jelzi, nem szolgál a cikkben szereplő információk forrásmegjelöléseként.